# Nationaal Songfestival 1972
Het Nationaal Songfestival in 1972 werd op 16 februari 1972 gepresenteerd door Willy Dobbe en Barend Barendse. Het evenement vond plaats in Carré, Amsterdam. Sandra & Andres waren intern gekozen.
Van de drie liedjes won het lied Als het om de liefde gaat.Tijdens het Eurovisiesongfestival eindigde het duo met 106 punten op een 4de plaats.

## Einduitslag
| Plaats | Titel                     | Punten |
| ------ | ------------------------- | ------ |
| 1      | Als het om de liefde gaat | 73     |
| 2      | Oude zigeuner             | 28     |
| 3      | Lang niet zo fijn         | 9      |

1956 · 1957 · 1958 · 1959 · 1960 · 1961 · 1962 · 1963 · 1964 · 1965 · 1966 · 1967 · 1968 · 1969 · 1970 · 1971 · 1972 · 1973 · 1974 · 1975 · 1976 · 1977 · 1978 · 1979 · 1980 · 1981 · 1982 · 1983 · 1984 · 1986 · 1987 · 1988 · 1989 · 1990 · 1992 · 1993 · 1994 · 1996 · 1997 · 1998 · 1999 · 2000 · 2001 · 2003 · 2004 · 2005 · 2006 · 2007 · 2008 · 2009 · 2010 · 2011 · 2012